# Søren Kierkegaard
Søren Kierkegaard (IPA: [ˈsɶːɐn ˈkʰiɐ̯g̊əˌg̊ɒːˀ], phát âm theo tiếng Anh [ˈkɪəkəgɑːd, ˈkɪɚkəgɑɹd]; Listenⓘ) (sinh ngày 5 tháng 5 năm 1813 – mất ngày 11 tháng 11 năm 1855) là triết gia, nhà thần học, nhà thơ, nhà phê bình xã hội, và tác giả người Đan Mạch thế kỷ 19. Kierkegaard thẳng tay phê phán triết học Hegel trong thời đại ông cũng như điều mà ông xem là hình thức rỗng tuếch của giáo hội Đan Mạch. Phần lớn nội dung các tác phẩm của Kierkegaard tập chú vào các vấn đề tôn giáo như bản chất của đức tin, định chế của giáo hội, đạo đức và thần học Cơ Đốc, tình cảm và cảm xúc của mỗi cá nhân khi đối diện với những chọn lựa trong cuộc sống. Kierkegaard chọn lựa phương cách để độc giả tự khám phá thông điệp và ý nghĩa các tác phẩm của ông, bởi vì "đây là một việc khó khăn, nhưng chỉ có sự khó khăn mới có thể truyền cảm hứng cho những tâm hồn cao thượng". Do đó, nhiều người đã tìm cách giải thích Kierkegaard như là người có khuynh hướng hiện sinh, tân chính thống, hậu hiện đại, nhân bản, chủ nghĩa cá nhân..v..v... Vượt quá ranh giới của triết học, thần học, tâm lý học, và văn chương, Kierkegaard được nhìn nhận là một nhân vật quan trọng có nhiều ảnh hưởng trên ý thức hệ đương đại.

## Cuộc đời

### Thiếu thời (1813-1841)
Søren Kierkegaard sinh ra trong một gia đình giàu có tại Copenhagen, thủ đô của Đan Mạch. Mẹ ông, Ane Sørensdatter Lund Kierkegaard, từng là người giúp việc trong nhà trước khi kết hôn với cha của Soren, bà là một bóng mờ trong gia đình: lặng lẽ, chất phát, và chưa hề được học hành tử tế. Mặc dù có một ảnh hưởng nhất định trên con trai, Kierkegaard không nhắc đến mẹ trong những cuốn sách của mình. Bà qua đời ngày 31 tháng 7 năm 1834, thọ 66 tuổi.
Cha của Søren, Michael Pedersen Kierkegaard, là người có tâm tính âu sầu, hay lo âu, mộ đạo, và thông minh sắc sảo. Thường xuyên bị ám ảnh với ý nghĩ sẽ nhận lãnh sự trừng phạt từ Thiên Chúa, ông luôn tin rằng sẽ không có ai trong số những người con của ông có thể sống quá tuổi 33, số năm Chúa Giê-xu sống trên đất. Michael tin rằng những tội lỗi ông đã phạm từ khi còn trai trẻ như từng nguyền rủa danh Chúa, và có quan hệ tình dục ngoài hôn nhân với Ane cho đến khi cô mang thai, sẽ dẫn đến sự trừng phạt mà ông và con cái phải gánh chịu. Mặc dù năm trong số bảy người con của ông chết trẻ, nỗi ám ảnh đã không xảy ra với hai người còn lại: Søren và một người anh của ông, Peter Kierkegaard, một giám mục giáo hội Luther. Những ảnh hưởng từ người cha sớm dẫn Kierkegaard đến với những khái niệm về tội lỗi và sự ràng buộc của nó qua đường dây huyết thống từ cha đến con, đã là ý tưởng nền tảng cho nhiều tác phẩm của ông (đặc biệt trong Fear and Trembling). Mặc cho tâm tính hay buồn phiền của người cha Michael, Kierkegaard và cha đã chia sẻ với nhau những ràng buộc thân tình. Với sự hỗ trợ của Michael, cậu bé học biết phiêu lưu vào thế giới của trí tưởng tượng để khám phá chúng qua những trò chơi có sự tham gia của người cha.
Michael Pedersen Kierkegaard từ trần ngày 9 tháng 8 năm 1838, thọ 82 tuổi. Trước khi chết, ông tỏ ước nguyện muốn con trai trở thành mục sư. Søren, chịu ảnh hưởng sâu đậm từ cuộc sống và trải nghiệm tôn giáo của cha, cảm nhận được bổn phận phải làm tròn nguyện ước này. Hai ngày sau, 11 tháng 8, Kierkegaard viết: "Cha đã mất hôm thứ Tư. Ước gì cha có thể sống thêm vài năm nữa, để tôi có thể nhận biết rằng cái chết của cha là sự hi sinh cuối cùng vì tình yêu ông dành cho tôi;... cha chết vì tôi, hầu cho tôi sẽ làm một điều gì đó nếu tôi có thể. Trong tất cả những gì cha để lại cho tôi, thì hồi ức về cha, hình ảnh thánh hóa của cha... là gần gũi với tôi nhất, tôi sẽ cẩn thận giữ gìn ký ức về cha, khuất giấu khỏi thế giới bên ngoài".
Kierkegaard theo học tại Trường Phẩm hạnh Dân sự (School of Civic Virtue), tỏ ra xuất sắc trong tiếng Latin và môn lịch sử. Năm 1830, ông đến Đại học Copenhagen để nghiên cứu thần học, nhưng tại đây ông bị cuốn theo sức hấp dẫn của triết học và văn chương. Tại viện đại học, Kierkegaard khởi sự viết luận án On the Concept of Irony with Continual Reference to Socrates, được ban giám khảo xem là một luận văn sâu sắc và có giá trị, tuy khá rườm rà và văn phong lả lướt đối với một luận án triết học. Kierkegaard tốt nghiệp ngày 20 tháng 10 năm 1841 với văn bằng Magister Artium, tương đương với học vị tiến sĩ (Ph.D.) ngày nay. Khoản thừa kế có giá trị khoảng 31 000 rigsdaler đủ để Kierkegaard trang trải chi phí học tập, sinh sống, và xuất bản một số tác phẩm.

### Regine Olsen (1837-1841)
Một khía cạnh quan trọng khác trong cuộc đời của Kierkegaard (thường được xem là có ảnh hưởng lớn trên các tác phẩm của ông) là sự phá vỡ hôn ước với Regine Olsen (1822-1904). Ngày 8 tháng 5 năm 1837, Kierkegaard và Regine gặp nhau và bị cuốn hút vào nhau. Trong nhật ký, Kierkegaard viết về tình yêu ông dành cho Regine:

Hình ảnh của em, người ngự trị trái tim tôi, được nâng niu cất giấu nơi sâu thẳm tận đáy lòng, tràn đầy tâm trí tôi, ở đó....như một thần linh chưa một ai biết đến! Ôi, làm sao tôi có thể tin câu chuyện kể của chàng thi sĩ, thuật lại rằng lần đầu nhìn thấy người trong mộng, chàng trai ngỡ như đã gặp nàng từ rất lâu, rằng tình yêu, giống như kiến thức, là một hồi ức, rằng tình yêu biết nói lời tiên tri trong lòng mỗi người....Ước gì tôi có thể sở hữu nhan sắc của mọi thiếu nữ để có thể chắt lọc nên một vẻ đẹp sánh với nét kiều diễm của em; ước gì tôi có thể đi vòng quanh Trái Đất để tìm ra một nơi chốn mà từ nơi sâu thẳm huyền nhiệm nhất trong tôi vẫn hướng về, rồi em đến kề cận bên tôi, tràn lấp tâm linh để tôi thấy mình hóa thân, và nhận ra rằng tôi hạnh phúc biết bao được ở nơi đây. - Søren Kierkegaard, Nhật ký (2 tháng 2 năm 1839)

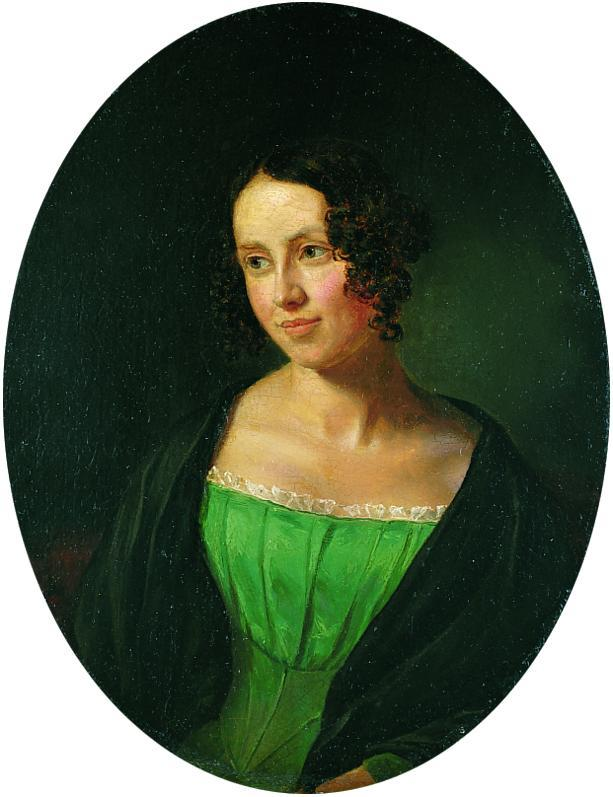
Regine, tình yêu trọn đời của Kierkegaard

Ngày 8 tháng 9 năm 1840, Kierkegaard đính ước với Regine. Tuy nhiên, chẳng bao lâu ông cảm nhận một sự hoang mang và nỗi sầu thảm bao phủ cuộc hôn nhân. Chưa đến một năm sau, ngày 11 tháng 8 năm 1841, Kierkegaard hủy bỏ hôn ước. Trong nhật ký, Kierkegaard cho rằng chính tâm tính âu sầu khiến ông thấy mình không xứng hiệp với hôn nhân, song không ai biết chắc nguyên nhân chính xác của quyết định này. Người ta tin rằng Kierkegaard và Regine vẫn yêu nhau thắm thiết ngay cả sau khi cô kết hôn với Johan Frederick Schlegel (1817-1896), một công chức cao cấp, mặc dù mối quan hệ giữa hai người chỉ là những lần gặp mặt tình cờ trên đường phố Copenhagen. Vài năm sau đó, Kierkegaard đến gặp chồng của Regine để xin phép nói chuyện với cô, nhưng bị từ chối.
Sau đó, Regine rời khỏi Đan Mạch khi chồng cô được bổ nhiệm vào chức vụ Thống đốc vùng Tây Ấn Đan Mạch (nay là Quần đảo Virgin thuộc Mỹ). Khi Regine về nước, Kierkegaard đã từ trần. Regine Schelgel qua đời năm 1904, được an táng gần phần mộ của Kiekegaard trong Nghĩa trang Assistens ở Copenhagen.

### Những tác phẩm đầu tiên (1841-1846)
Mặc dù đã viết chút ít về các chủ đề như chính trị, phụ nữ và giải trí khi còn tuổi niên thiếu và thời sinh viên, nhiều học giả tin rằng một trong hai tác phẩm The Concept of Irony with Continual Reference to Socrates, xuất bản năm 1841, hoặc Either – Or, ấn hành năm 1843 mới là các khảo cứu có giá trị của Kierkegaard. Trong hai tác phẩm này, Kierkegaard phê phán những tư tưởng lớn của triết học phương Tây (Socrates trong quyển đầu, Hegel trong quyển sau). Đây là văn phong biểu trưng của Kierkegaard, thể hiện sự chín mùi trong khả năng sáng tác khởi đầu từ thời niên thiếu của ông. Either – Or hình thành trong lúc Kierkegaard lưu trú ở Berlin, được hoàn tất vào mùa thu năm 1842.
Trong cùng năm Either- Or xuất bản, Kierkegaard nhận được tin Regine đính hôn với Johan Frederick Schlegel. Tin này tác động mạnh đến Kierkegaard và những điều ông viết. Trong Fear and Trembling, ấn hành năm 1843, người đọc có thể hiểu rằng "Kierkegaard vẫn hi vọng Regine sẽ trở về như một phép lạ". Repetition, xuất bản cùng lúc với Fear and Trembling, nói về một chàng trẻ tuổi phải rời bỏ người yêu. Cũng có thể tìm thấy dư âm mối tình Kierkegaard- Olsen trong vài quyển sách khác được viết trong giai đoạn này.
Trọng tâm của những tác phẩm quan trọng khác của Kierkegaard là phê phán Georg Wilhelm Friedrich Hegel, và lập nền cho tâm lý học hiện sinh. Philosophical Fragments, The Concept of Dread, và Stages on Life's Way trình bày những ý tưởng và cảm giác một cá nhân có thể gặp phải trong cuộc đời, những chọn lựa hiện sinh và hệ quả của chúng, và tự hỏi có nên chấp nhận niềm tin tôn giáo, đặc biệt là Cơ Đốc giáo, cho cuộc đời của mình hay không. Có lẽ sự công kích dữ dội nhất nhắm vào triết học Hegel được tìm thấy trong quyển Concluding Unscientific Postscript to Philosophical Fragments, bàn về tầm quan trọng của cá nhân, tính chủ quan của chân lý và phản bác câu nói của Hegel "Lý trí là Hiện thực và Hiện thực là lý trí".

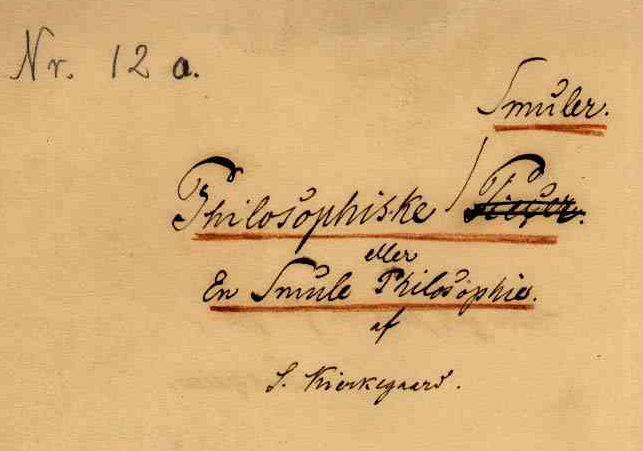
Bản thảo viết tay tác phẩm Philosophical Fragments của Kierkegaard

Hầu hết những tác phẩm mang đậm tính triết học này đều được viết dưới các bút danh, trình bày những quan điểm và các lối sống khác nhau. Tuy vậy, Kierkegaard cũng cho xuất bản hai hoặc ba luận văn thần học ký tên ông, tương ứng với các tác phẩm triết học. Kierkegaard viết những tác phẩm này nhằm làm sáng tỏ khía cạnh triết học của các tác phẩm ký dưới bút danh để luận bàn về các khía cạnh thần học của chúng.
Khi ấy tư tưởng Hegel là nền triết học thống trị tại Đan Mạch, và nhà thần học Hans Martensen (1808-1884) đang được ưa chuộng. Thiên nhiên, lịch sử và Thiên Chúa đều được bao hàm trong một hệ thống thuần lý, và toàn bộ sự việc được xem là một tiến trình tiến hóa. Mọi thứ đều được sắp đặt vào các vị trí thích hợp trong hệ thống: luật pháp, văn hóa, văn chương, và nghệ thuật. Chức trách của nhà nước là thể hiện và tổ chức các nhân tố này trong khi giáo hội quốc giáo được xem là sự hiện thực hóa Vương quốc Thiên Chúa. Song Kierkegaard xem đây là một nền thần học què quặt. Thiên Chúa không còn tể trị vũ trụ nữa, mà là lý trí con người, và Thiên Chúa được dành cho một vị trí do ân huệ của lý trí con người. Thế giới được xem là một sự hài hòa đẹp đẽ, không có chỗ cho những tranh chấp tâm linh. Tội lỗi chỉ là một bước đệm cần có trong quy trình mặc khải của Đấng Tối cao. Hậu quả của hệ tư tưởng này, theo Kierkegaard, là sự hủy diệt nhân cách và triệt tiêu trách nhiệm của mỗi cá nhân. Không còn có sự khác biệt tỏ tường giữa thiện và ác, giữa Thiên Chúa và con người. Bởi vì không có sự khác biệt nên cũng không có sự hòa giải để có thể tiến tới một sự hiệp nhất cao hơn. Không còn có chỗ cho sự can thiệp thiên thượng, trực tiếp đến với mỗi cá nhân, vào đời sống của nhân loại nhằm cứu họ khỏi tội lỗi, khỏi thái độ thù nghịch với nguồn của mọi sự hiện hữu. Vì vậy, phê phán triết học Hegel không phải là sự đối kháng tiêu cực mà cần phải hiểu là nỗ lực giải thoát con người khỏi lòng tin cậy mù quáng vào các tư tưởng triết học hoặc các hệ thống thẩm quyền, nhằm đem họ trở về với chính mình để họ phải tự quyết định số phận của mình qua những trải nghiệm cá nhân.
Kierkegaard luôn xem tội lỗi là nhân tố căn bản định hình khuynh hướng tâm linh và đạo đức của con người. Bởi vì tội lỗi đã phủ bóng đậm nét trên cuộc đời và sự nghiệp của ông, Kierkegaard cảm nhận trách nhiệm gánh vác sứ mạng giúp mỗi cá nhân nhận biết sức mạnh khủng khiếp của tội lỗi, để họ có thể tìm ra con đường giải thoát duy nhất là đức tin sống động đặt vào Chúa Giê-xu. Không thể thắng hơn tội lỗi bằng giáo dục hoặc cố gắng thay thế tội ác bằng các đức hạnh. Điều cần có là một sự chuyển hóa triệt để bản chất và đời sống của mỗi người, mà chỉ có thể thực hiện được điều này bằng một hành động dứt khoát của đức tin, một bước nhảy vào mối tương giao mới với Thiên Chúa. Sự chuyển hóa hoặc sự tạo dựng mới này không thể đạt được bằng những suy luận thuần lý hay sự chấp nhận một hệ thống thẩm quyền, mà chỉ bằng những trải nghiệm chủ quan diễn ra trong sự tranh chấp tâm linh của mỗi cá nhân. Trong trải nghiệm này, người tìm kiếm sự cứu rỗi có thể bị nhấn chìm trong tình trạng khủng hoảng, giằng xé bởi các tranh chấp giữa những tình cảm và cảm xúc đối nghịch, chao đảo giữa lòng xác tín và sự hoài nghi, tình yêu nồng ấm và lòng căm hận, cảm xúc gần gũi cận kề và vực thẳm ngăn cách với Thiên Chúa.

### Những tác phẩm giai đoạn 1846-1853
Trong khi những tác phẩm đầu tiên nhắm vào Hegel, thì những cuốn sách ra đời trong giai đoạn này (1846-1853) tập chú vào tính "đạo đức giả" trong giáo hội quốc giáo tại Đan Mạch. Cuốn sách đầu tiên trong giai đoạn này là Two Ages: A Literary Review, là tác phẩm phê bình cuốn tiểu thuyết Two Ages của Thomasine Christine Gyllembourg-Ehrensvärd. Sau khi phê bình câu chuyện, Kierkegaard đưa ra những nhận xét tinh tế về bản chất của thời hiện đại và thái độ vô cảm của nó đối với đời sống. Một trong những chê trách của Kierkegaard dành cho thời hiện đại là cái nhìn không cảm xúc của nó đối với thế giới. Kierkegaard viết, "thời nay là thời đại thực tế và không có lòng thương cảm....Khuynh hướng chung hiện nay được định hướng theo những đẳng thức toán học, đến nỗi trong mọi giai tầng của xã hội có quá nhiều người trông giống như vừa ra từ một khuôn đúc". Qua những nhận xét này, Kierkegaard đả kích chủ trương hội nhập vào trào lưu chung, cũng như sự đồng hóa mỗi cá nhân vào một cộng đồng nhất thể, mà ông gọi là "đám đông". Tuy nhiên, Kierkegaard ủng hộ những cộng đồng cho phép mỗi người duy trì sự đa dạng và tính độc lập cá nhân.
Trong những tác phẩm khác, Kierkegaard tiếp tục đả kích sự nông cạn của "đám đông" muốn hạn chế và dập tắt tính độc đáo của mỗi cá nhân. Tác phẩm The Book on Adler viết về Mục sư Adolf Peter Adler, người tự nhận mình được nhận lãnh sự mặc khải, vì vậy mà bị tước bỏ chức vụ. Theo Walter Lowrie, Kierkegaard do nếm biết trải nghiệm bị cô lập trong giao tiếp xã hội mà cảm thấy gần gũi hơn với cha ông.
Như là một phần trong nỗ lực phân tích "đám đông", Kierkegaard nhận ra sự thối nát và suy đồi của giáo hội, đặc biệt là giáo hội quốc giáo Đan Mạch. Kierkegaard tin rằng giáo hội đã lạc lối. Giáo hội trong giai đoạn này là vô cảm, lệch lạc, và đánh mất khả năng cung ứng sự thờ phượng Thiên Chúa bằng "tâm thần và lẽ thật", mà chỉ còn là những nghi lễ đầy tính hình thức, hoàn toàn xa lạ với Cơ Đốc giáo nguyên thủy. Kierkegaard nhận biết bổn phận của ông trong thời kỳ sau rốt là nói cho người khác biết về sự nông cạn và tính chú trọng hình thức của cái gọi là "Nếp sống Cơ Đốc". Ông cũng viết những đoạn phê phán Cơ Đốc giáo đương đại trong những tác phẩm như Christian Discourses, Works of Love, và Edifying Discourses in Diverse Spirits.
The Sickness Unto Death là một trong những tác phẩm nổi tiếng nhất của Kierkegaard trong giai đoạn này, mặc dù những nhà triết học và tâm lý học vô thần đương đại bác bỏ giải pháp đức tin của ông, những phân tích của Kierkegaard về bản chất của sự tuyệt vọng là một trong những sự trình bày xuất sắc nhất về chủ đề này, và được tiếp bước bởi các triết gia hậu bối như Heidegger, với khái niệm về tội lỗi hiện sinh, và Jean-Paul Sartre, với đức tin tồi tệ.
Trong năm 1848, Kierkegaard khởi sự công kích giáo hội quốc giáo Đan Mạch với những tác phẩm như Practice in Christianity, For Self-Examination, và Judge for Yourselves!, trong nỗ lực trình bày bản chất thật của Cơ Đốc giáo, với Chúa Giê-xu là mẫu mực tuyệt đối.

### Phê phán Giáo hội (1854-1855)
Trong những năm cuối đời, với nhận thức sâu sắc về bổn phận dẫn dắt độc giả đến với một Cơ Đốc giáo thật, Kierkegaard cố gắng trình bày sự khác biệt giữa đạo Cơ Đốc trong Kinh Thánh với giáo hội đương thời. Theo ông, giáo hội ngày nay là một sự bội đạo đối với Cơ Đốc giáo của Tân Ước. Toàn bộ sự việc này là một nỗ lực lừa dối Thiên Chúa. Giáo hội đã không còn là hội thánh thật của Chúa Cơ Đốc. Cơ Đốc giáo của Tân Ước không còn được tìm thấy ở bất cứ nơi đâu. Ngoài những bài viết đăng trên nhật báo Tổ quốc (Fædrelandet), Kierkegaard còn cho phổ biến một loạt những tiểu luận mệnh danh Thời khắc (Øjeblikket). Khởi đầu, ông nhắm vào một bài diễn văn của Giáo sư Hans Lassen Martensen, trong đó Martensen miêu tả người tiền nhiệm quá cố của mình, Giám mục Jakob P. Mynster, là một "chứng nhân của chân lý, là một trong những chứng nhân chân chính của chân lý".
Dù có nhiều thiện cảm với Mynster, Kierkegaard buộc phải vạch ra rằng, ở đây khái niệm về Cơ Đốc giáo đã được diễn giải theo lợi ích của con người, không phải của Thiên Chúa, và không có cách nào để có thể so sánh cuộc đời của Mynster với một "chứng nhân của chân lý" được. Ông viết,
| “ | Chứng nhân của chân lý là người theo đuổi một nếp sống dẫn dắt người ấy vào sự hiểu biết sâu sắc về những tranh chấp nội tâm, nỗi kinh hãi và khiếp đảm, những cám dỗ, những khủng hoảng tâm linh, và những nỗi đau tinh thần. Chứng nhân của chân lý là người mang lời chứng trong sự nghèo khó, khiêm nhường, hứng chịu sự miệt thị, ngộ nhận, căm ghét, thóa mạ và chế giễu. Chứng nhân của chân lý là người tử vì đạo.. | ” |

Do đó, ý tưởng Mynster là một chứng nhân của chân lý, đối với Kierkegaard, là một điều quái gở. Theo ông, Mynster là người thời cơ, ham mê thế gian, một chính khách tôn giáo khôn ngoan và thành đạt, "người hưởng niềm vui hùng hồn thuyết giáo trong giờ thờ phượng mỗi sáng chủ nhật, và rồi trở thành con người của sự sắc sảo trần tục vào sáng thứ hai". Những người như thế có xứng đáng được xướng danh cùng những người đã từng đóng dấu chân lý bằng huyết của mình?
| “ | Tôi hỏi: Nó có ý nghĩa gì khi chúng ta tiếp tục theo đuổi cung cách sống như thể mọi sự đều tốt đẹp, chúng ta tự nhận mình là tín hữu Cơ Đốc sống theo những chuẩn mực của Tân Ước, trong khi những lý tưởng cao cả của Tân Ước đã biến mất khỏi cuộc sống? Tình trạng vô lý khủng khiếp này lại được nhiều người chấp nhận. Xem ra điều họ muốn là để cho thế gian vượt qua và trỗi hơn Cơ Đốc giáo. - Søren Kierkegaard, Nhật ký (19 tháng 6 năm 1852). | ” |

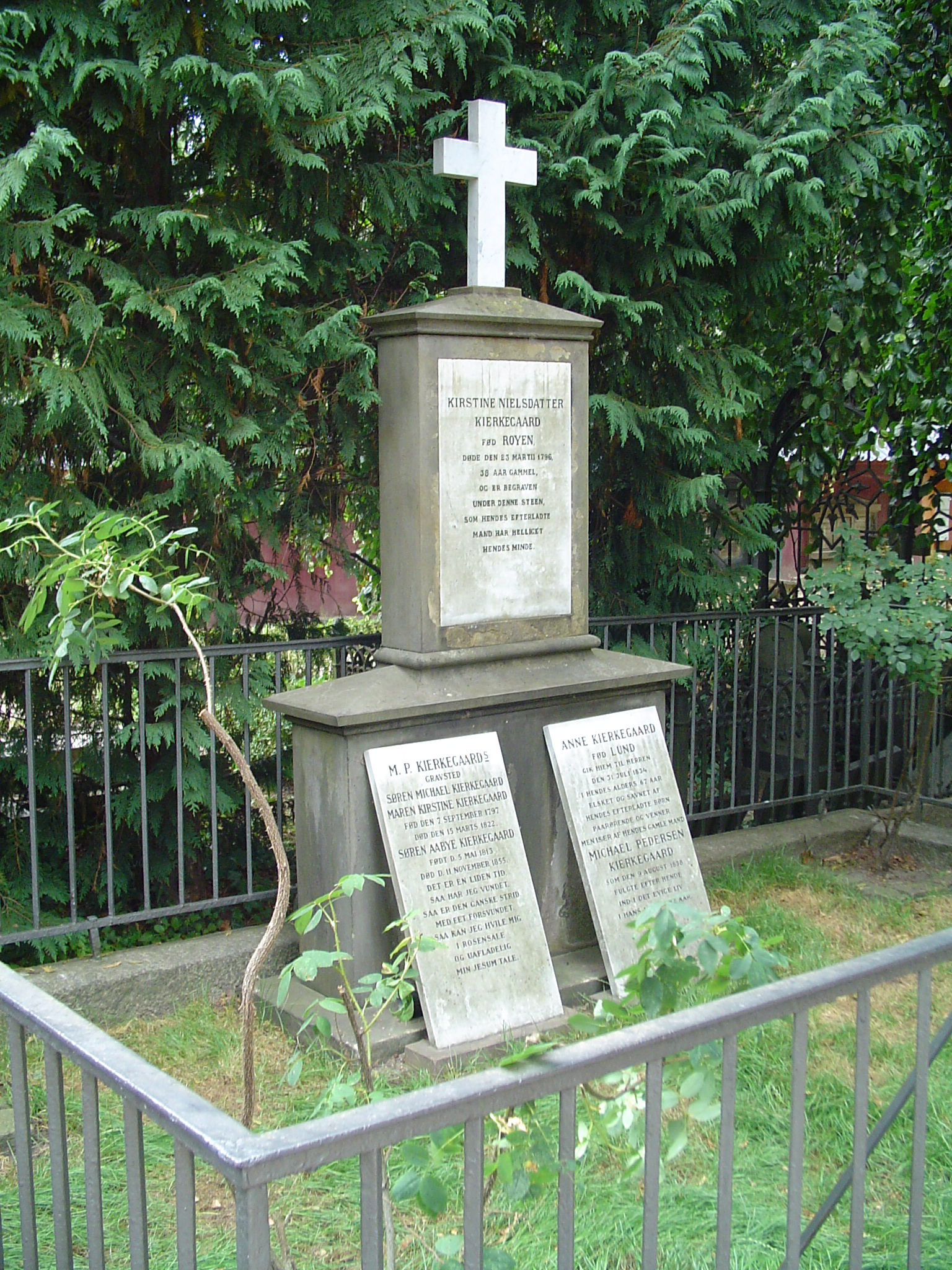
Mộ phần Kierkegaard tại Copenhagen, Đan Mạch.

Trước khi chương mười của tập tiểu luận Thời khắc được ấn hành, Kierkegaard bị đột quỵ trên đường phố và được đưa vào bệnh viện. Ông ở lại đây hơn một tháng nhưng từ chối tiếp xúc với một mục sư, người mà ông xem chỉ đơn thuần là một chức sắc giáo hội, không phải là tôi tớ của Thiên Chúa.
Kierkegaard thổ lộ với Emil Boesen - một mục sư và là bạn hữu từ thuở thiếu thời, cũng là người lưu giữ những ghi chép về những lần đàm đạo giữa hai người - cuộc đời của ông là một chuỗi xâu kết những đau khổ không thể định danh, cuộc đời ấy tưởng là vô ích đối với người khác, nhưng thật ra không phải vậy.
Kierkegaard từ trần ngày 11 tháng 11 năm 1855 tại Bệnh viện Frederick, có lẽ do những biến chứng từ lần ông bị té ngã từ trên cây khi còn bé. Ông được an táng tại Assistens Kirkegård, trong khu Nørrebro ở Copenhagen.

## Tư tưởng Kierkegaard
Kierkegaard thường được gọi là triết gia, nhà thần học, ông tổ của triết học hiện sinh, nhà phê bình văn học, nhà văn hài hước, nhà tâm lý học, và nhà thơ. Có hai ý tưởng của ông được biết đến nhiều nhất là "tính chủ quan", và "bước nhảy của đức tin". Bước nhảy của đức tin là khái niệm Kierkegaard sử dụng để trình bày phương cách một cá nhân có thể đặt niềm tin vào Thiên Chúa. Đó không phải là một quyết định thuần lý, nhưng khi vượt qua lý trí để vươn đến một điều huyền nhiệm thì đó là đức tin. Ông cũng tin rằng khi có đức tin thì cũng là lúc xuất hiện sự hoài nghi. Lấy ví dụ, khi một người thực sự tin Thiên Chúa, cùng lúc người ấy sẽ thấy hoài nghi về sự hiện hữu của ngài; sự hoài nghi là phần lý trí của tư tưởng người ấy, nếu không có nó đức tin cũng trở thành vô nghĩa. Nói cách khác, sự hoài nghi là yếu tố căn bản của đức tin, tin Thiên Chúa hiện hữu mà không gợn chút hoài nghi về sự hiện hữu và thuộc tính nhân lành của ngài thì không phải là đức tin đích thực. Không cần phải sử dụng đức tin để tin rằng cây viết chì hoặc cái bàn đang hiện hữu khi chúng ta có thể nhìn thấy và chạm đến chúng. Cũng vậy, khi một người tin Thiên Chúa có nghĩa là người ấy không thể dùng giác quan để cảm nhận Thiên Chúa, cũng không có cách nào chạm đến ngài, nhưng người ấy vẫn tin rằng Thiên Chúa đang hiện hữu.
Kierkegaard cũng nhấn mạnh đến tính cá nhân và mối quan hệ của cá nhân với thế giới bên ngoài được lập nền trên sự chiêm nghiệm và tra vấn nội tâm. Thảo luận trong Concluding Unscientific Postscript to Philosophical Fragments, ông cho rằng "tính chủ quan là chân lý" và "chân lý là tính chủ quan". Khái niệm này cần được hiểu trong nội hàm của sự phân biệt giữa chân lý khách quan và mối quan hệ chủ quan của mỗi cá nhân (lãnh đạm hoặc ủng hộ) đối với chân lý ấy. Trong một ý nghĩa nào đó, người ta có thể cùng tin vào những sự việc giống nhau liên quan đến các đức tin hoàn toàn khác nhau. Hai cá nhân có thể tin rằng nhiều người chung quanh họ đang sống trong nghèo khổ và cần được giúp đỡ, nhưng nhận thức này có thể khiến chỉ một trong hai người chịu ra tay giúp người nghèo.
Tuy nhiên, Kierkegaard thường chỉ bàn về tính chủ quan trong mối quan hệ với các vấn đề tôn giáo. Ông cho rằng sự hoài nghi là một yếu tố của đức tin, và sẽ là điều bất khả để đạt được niềm xác tín khách quan về các lẽ đạo như sự hiện hữu của Thiên Chúa hoặc cuộc đời của Chúa Cơ Đốc. Điều tốt nhất người ta có thể mong đợi là đi đến kết luận có lẽ các lẽ đạo Cơ Đốc là chân xác, nhưng nếu một người tin các giáo lý ấy chỉ đến mức chúng xem ra là chân xác, người ấy chưa có đức tin gì cả. Bởi vì đức tin là mối quan hệ chủ quan dẫn đến sự tin tưởng tuyệt đối các lẽ đạo ấy.
Một chủ đề khác thu hút sự quan tâm của Kierkegaard là tính nghịch lý (paradox) của Cơ Đốc giáo. Ông nói, "Một nhà tư tưởng phủ nhận tính nghịch lý thì cũng giống như một người đang yêu phủ nhận sự đam mê". Theo Kierkegaard, không có chứng cứ tri thức cho Cơ Đốc giáo. Đức tin không thể lập nền trên những chứng cứ như thế. Đức tin Cơ Đốc là sự khẳng định một sự mâu thuẫn gay gắt không thể dung hòa được. Có một sự khác biệt vô hạn giữa sự vĩnh cửu với thời gian, giữa Thiên Chúa với con người; nhưng Cơ Đốc giáo khẳng định rằng những yếu tố này hợp nhất trong Đấng Thần Nhân (Chúa Giê-xu). Hoàn toàn bất khả cho tri thức chấp nhận sự kiện Thiên Chúa hóa thân thành người: đó là một nghịch lý chỉ có thể chấp nhận được nhờ "bước nhảy của đức tin". Nhiều người chỉ ra rằng, ở đây Kierkegaard có nhiều điểm tương đồng với Pascal.
Thiên Chúa hóa thành người là một nghịch lý tuyệt đối, không thể là gì khác hơn là hòn đá gây vấp phạm cho tâm trí con người. Do đó, đức tin không thể là một hành động của sự hiểu biết. Đức tin là một sự phiêu lưu của ý chí; và đức tin cần được làm tươi mới luôn, bởi vì sẽ luôn nảy sinh những phê phán mới đối với đức tin. Kierkegaard thường công kích tính thuần lý, nhưng ông nhìn nhận rằng điều chúng ta xem là nghịch lý lại là điều hoàn toàn hợp lý đối với Thiên Chúa. Ông viết trong nhật ký, "Sự nghịch lý trong chân lý Cơ Đốc là do chân lý này chỉ hiện hữu cho Thiên Chúa. Chuẩn mực và mục tiêu của chân lý ấy là siêu nhiên; vì vậy chỉ có đức tin mới có thể kết nối được".
Kierkegaard không ngần ngại khi ra tay hủy phá sự tin cậy của con người dành cho các định chế thay thế như triết học, thần học, hoặc hệ thống tăng lữ, mà cố đem họ quay về khởi điểm nơi họ buộc phải đặt lòng tin vào Thiên Chúa duy nhất.

## Phê phán
Trong thế kỷ 20, trong số những người chỉ trích Kierkegaard có Theodor Adorno và Emmanuel Levinas. Những triết gia vô thần như Jean-Paul Sartre và các triết gia bất khả tri như Martin Heidegger đều ủng hộ quan điểm triết học của Kierkegaard, nhưng lại phê phán và từ chối chấp nhận quan điểm tôn giáo của ông.

## Ảnh hưởng
Những tác phẩm của Kierkegaard không được chấp nhận rộng rãi cho đến vài thập niên sau khi ông mất. Ngay cả sau khi Kierkegaard qua đời, Giáo hội Đan Mạch vẫn tỏ ra dè dặt đối với các tác phẩm của ông. Thêm vào đó, ảnh hưởng hạn chế của tiếng Đan Mạch, so với các ngôn ngữ khác như Đức, Pháp và Anh, đã khiến những tác phẩm này hầu như không thể đến tay người đọc ở các nước khác ngoài Đan Mạch.
Nỗ lực học thuật đầu tiên giúp đem tư tưởng Kierkegaard ra khỏi bóng tối đến từ một người đồng hương của ông, Georg Brandes, khi Brandes xuất bản các tác phẩm của Kierkegaard bằng tiếng Đức và tiếng Đan Mạch. Brandes tổ chức những buổi diễn thuyết về tư tưởng Kierkegaard và phổ biến chúng đến phần còn lại của châu Âu. Năm 1877, Brandes ấn hành quyển sách đầu tiên về triết học và cuộc đời Kierkegaard. Nhà soạn kịch Henrik Ibsen bắt đầu chú ý đến Kierkegaard và giới thiệu tác phẩm của ông trên toàn vùng Scandinavia. Trong thập niên 1870, bản dịch tiếng Đức một số tác phẩm của Kierkegaard bắt đầu xuất hiện, nhưng phải đợi đến thập niên 1910 mới có bản dịch tiếng Đức toàn bộ các tác phẩm của Kierkegaard. Những bản dịch này là công cụ hữu hiệu giúp mở rộng ảnh hưởng sâu đậm của Kierkegaard đến các nhà tư tưởng và các tác giả người Đức, Pháp và Anh.

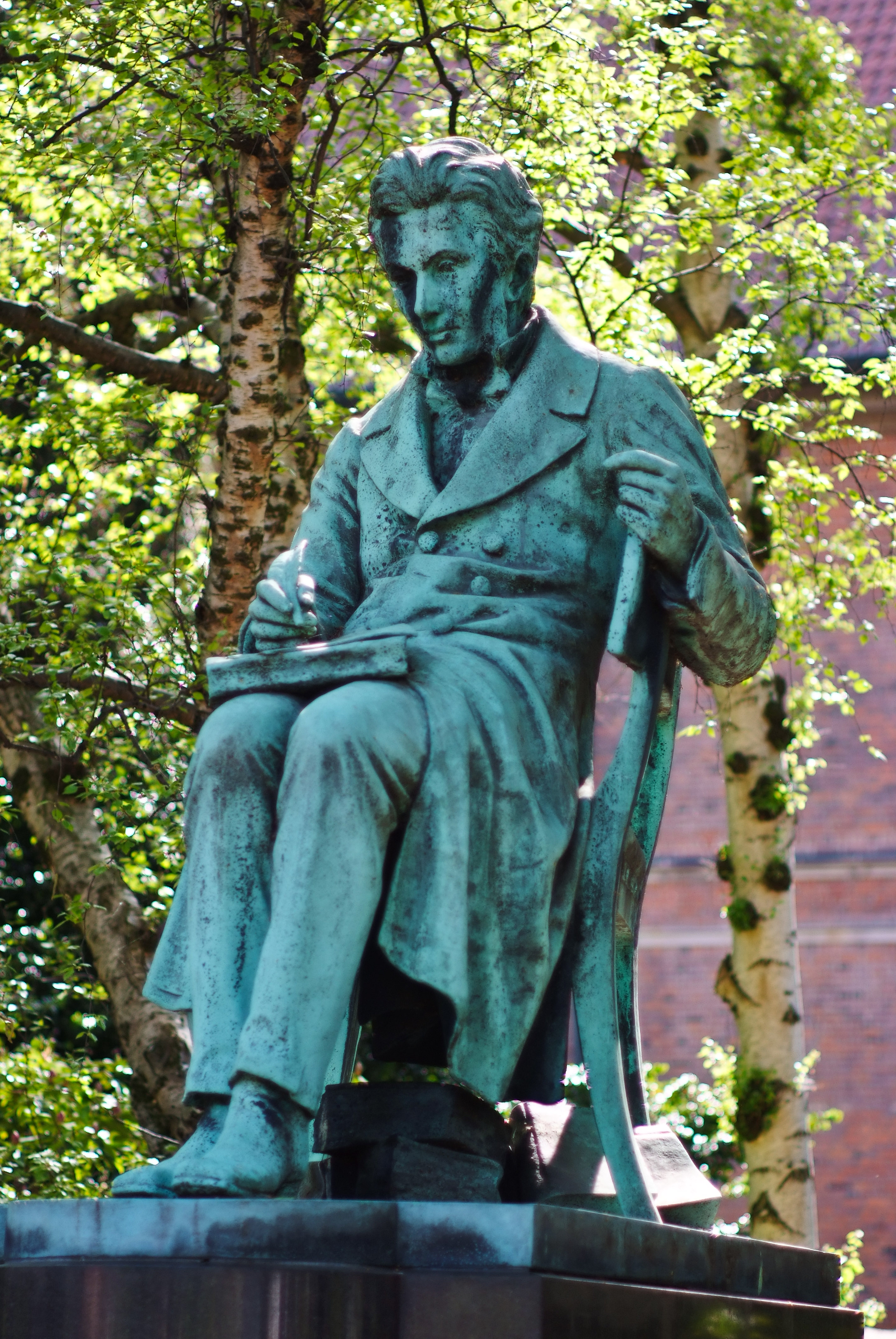
Tượng Kierkegaard, Copenhagen, Đan Mạch.

Thập niên 1930 chứng kiến sự xuất hiện các bản dịch Anh ngữ của Alexander Dru, David F. Swenson, Douglas V. Steere, và Walter Lowrie từ những nỗ lực của chủ biên Charles Williams của Nhà Xuất bản Đại học Oxford. Những bản dịch sau đó, cũng là những ấn bản được sử dụng rộng rãi, được ấn hành bởi Nhà Xuất bản Đại học Princeton trong thập niên 1970, 1980 và 1990, được biên tập bởi Howard V. Hong và Edna H. Hong. Bản dịch chính thức lần thứ ba, với sự bảo trợ của Trung tâm Nghiên cứu Søren Kierkegaard, lên đến 55 tập, dự đoán sẽ hoàn tất sau năm 2009.
Nhiều nhà triết học thế kỷ 20, hữu thần và vô thần, cũng như các nhà thần học đã vay mượn nhiều khái niệm từ Kierkegaard như những ý niệm về sự thống khổ, tuyệt vọng, và tầm quan trọng của cá nhân. Thanh danh triết gia của Kierkegaard lên đến đỉnh điểm trong thập niên 1930, phần lớn là do người ta nhận ra ông là tiền thân của phong trào hiện sinh đang lên. Tuy nhiên, ngày nay Kierkegaard được nhìn nhận là nhà tư tưởng quan trọng và có tầm ảnh hưởng rộng lớn. Trong số những nhà triết học và thần học chịu ảnh hưởng của Kierkegaard có thể kể tên Hans Urs von Balthasar, Karl Barth, Simone de Beauvoir, Niels Bohr, Dietrich Bonhoeffer, Emil Brunner, Martin Buber, Rudolf Bultmann, Albert Camus, Martin Heidegger, Abraham Joshua Heschel, Karl Jaspers, Gabriel Marcel, Maurice Merleau-Ponty, Reinhold Niebuhr, Franz Rosenzweig, Jean-Paul Sartre, Joseph Soloveitchik, Paul Tillich, và Miguel de Unamuno. Karl Popper gọi Kierkegaard là "nhà cải cách vĩ đại của nền đạo đức Cơ Đốc, người đã chỉ ra rằng tình trạng giáo hội lúc ấy là một sự đạo đức giả đi ngược lại đạo đức Cơ Đốc và tính nhân bản".
Các triết gia đương đại như Emmanuel Lévinas, Hans-Georg Gadamer, Jacques Derrida, Jürgen Habermas, Alasdair MacIntyre, và Richard Rorty, dù đôi khi có chỉ trích Kierkegaard, cũng đã chấp nhận dung hòa một phần tư tưởng của ông.
Kierkegaard có ảnh hưởng đáng kể trên văn học thế kỷ 20. Những tên tuổi chịu tác động bởi tư tưởng Kierkegaard có W. H. Auden, Jorge Luis Borges, Hermann Hesse, Franz Kafka, David Lodge, Flannery O'Connor, Walker Percy, Rainer Maria Rilke, và John Updike.
Ảnh hưởng của Kierkegaard cũng được tìm thấy trong chuyên ngành tâm lý học và tâm lý học Cơ Đốc, cũng như tâm lý học và liệu pháp hiện sinh. Trong số những nhà tâm lý học và liệu pháp học hiện sinh chịu ảnh hưởng của ông có Ludwig Binswanger, Viktor Frankl, Erich Fromm, Carl Rogers, và Rollo May.
Kierkegaard đã báo trước sự nổi tiếng của mình sau khi chết, nhìn thấy trước tư tưởng của mình sẽ là chủ đề của những cuộc nghiên cứu sâu rộng. Ông viết trong nhật ký,
| “ | Điều mà thời đại này cần không phải là một thiên tài – họ đã có đủ thiên tài rồi - nhưng họ cần một thánh tử đạo, là người biết vâng phục [Thiên Chúa] cho đến chết, để có thể dạy người khác học biết vâng phục. Điều thời đại này cần là sự thức tỉnh. Rồi có một ngày, không chỉ những tác phẩm của tôi mà toàn bộ cuộc đời tôi, toàn bộ sự huyền nhiệm này sẽ được đào sâu nghiên cứu. Bởi vì tôi không thể quên sự phù hộ của Chúa, nên ước nguyện sau cùng của tôi là mọi sự làm sáng danh Ngài. - Søren Kierkegaard, Nhật ký (20 tháng 11 năm 1847) | ” |

## Trích dẫn
- Chúa tạo dựng vạn vật từ vô hình và trống không. Thật tuyệt vời! Vâng, nhưng còn tuyệt vời hơn khi Ngài biến tội nhân thành thánh nhân.[49]
- Chức năng của cầu nguyện không phải là cố ảnh hưởng đến Chúa, nhưng là thay đổi bản chất của người nguyện cầu.[50]
- Kinh Thánh rất dễ hiểu, nhưng nhiều người Cơ Đốc cố né tránh điều này. Họ giả vờ không hiểu bởi vì họ biết rất rõ rằng ngay thời điểm họ hiểu, họ có bổn phận phải sống theo Lời Chúa dạy.[50]
- Quá khó để tin [Chúa] bởi vì quá khó để thuận phục Ngài.[50]
- Đứng trên một chân và chứng minh sự hiện hữu của Chúa là một việc hoàn toàn khác với quỳ gối tạ ơn Ngài.[51]
- Gióp lặng lẽ chịu đựng mọi thử thách – cho đến khi bạn hữu tìm đến an ủi, ông mất hết kiên nhẫn.[52]

- Cuộc sống không phải là một vấn nạn cần giải quyết, mà là một thực tại cần được trải nghiệm.[50]
- Hoàn toàn đúng khi các triết gia nói rằng chỉ có thể hiểu được cuộc đời khi hồi tưởng. Song, họ quên điều này: chúng ta phải hướng về tương lai mà sống.[53]
- Chân lý là cái bẫy: bạn không thể nào nắm bắt được chân lý nếu không để chân lý nắm bắt bạn.[54]
- Có hai cách để bị lừa dối: Thứ nhất là tin điều không có thật; thứ hai là không chịu tin điều có thật.[50]
- Người ta đòi hỏi quyền tự do ngôn luận chỉ vì nó là sự đền bù cho quyền tự do tư tưởng mà hiếm khi họ sử dụng.[50]
- Yêu nghĩa là tìm thấy những phẩm hạnh của người mình yêu mà người khác không nhận thấy được.[50]

## Tác phẩm
Một số trong các tác phẩm của Kierkegaard,
- (1841) The Concept of Irony (Om Begrebet Ironi med stadigt Hensyn til Socrates)
- (1843) Either/Or (Enten - Eller)
- (1843) Kính sợ và run rẩy (Frygt og Bæven)
- (1843) Repetition (Gjentagelsen)
- (1844) Philosophical Fragments (Philosophiske Smuler)
- (1844) The Concept of Dread (Begrebet Angest)
- (1845) Stages on Life's Way (Stadier paa Livets Vei)
- (1846) Concluding Unscientific Postscript to The Philosophical Fragments (Afsluttende uvidenskabelig Efterskrift)
- (1847) Edifying Discourses in Diverse Spirits (Opbyggelige Taler i forskjellig Aand)
- (1847) Works of Love (Kjerlighedens Gjerninger)
- (1848) Christian Discourses (Christelige Taler)
- (1849) The Sickness Unto Death (Sygdommen til Døden)
- (1850) Practice in Christianity (Indøvelse i Christendom)